# Хащеватський Мойсей
Хащеватський Мойсей (30 січня 1897; Буки, Маньківський район, Черкаська область — між 1 та 8 жовтня 1943) — поет, член Української Центральної Ради. Народився в родині викладача букської талмуд-тори. В 1916 році закінчив уманське комерційне училище, згодом поступив на навчання в Єкатеринбурзький університет, але не закінчив його, а повернувся в Україну працювати бібліотекарем. У 1918 р. перший вірш М.Хащеватського було опубліковано у київській газеті «Ді найє цайт». З 1921 року жив у Києві, де писав і видавав свої вірші на мові їдиш. Літературознавці називають Мойсея Хащеватського одним із засновників єврейської радянської літератури. Загинув під час Другої світової війни у складі Червоної армії.
М.Хащеватський — автор збірок поезій «Сувора дійсність» (1924), «На бій!» (1941), «З минулого і сучасного. Вірші та балади про війну» (1943); поем: «Героїка» (1936), «Ошер Шварцман» (1939); п'єс «Тайга» (1936), «Фантазії» (1939). Користуючись російськомовними перекладами перекладав на ідиш твори Байрона, Гете, Тараса Шевченка, Олександра Пушкіна, М.Лєрмонтова, І.Франка, П.Тичини, В. Сосюри, М.Рильського, Шота Руставелі.